# Louis Tomlinson World Tour
El Louis Tomlinson World Tour es la primera gira del cantante británico Louis Tomlinson, la cual proporcionará apoyo a su álbum debut "Walls". La gira está planeada para comenzar el 9 de marzo de 2020 en Barcelona,  España y concluir el 3 de septiembre de 2022 en Milán, Italia.

## Antecedentes
El 23 de octubre, Tomlinson anunció a través de Twitter y su sitio web que realizaría su primera gira en solitario en apoyo a su álbum, "Walls". El 24 de octubre el cantante británico anunció las primeras 43 fechas de la gira y abrió la oportunidad de agregar más fechas. El 31 de octubre, Tomlinson, anunció segundas fechas en Nueva York y Los Ángeles. Debido a la alta demanda, luego de que las cuatro fechas en el Reino Unido fueran "Sold Out", el 1 de noviembre se añade un segundo show en Londres para el día 23 de marzo. El 25 de noviembre se anuncian fechas en Santiago y la Ciudad de México para los días 18 de mayo y 21 de mayo respectivamente. El 6 de diciembre Tomlinson añade un concierto en Moscú y otro en Oakland. El 29 de enero de 2020 se añade una fecha adicional en Milán y dos fechas más en Palmanova y Roma. Una fecha en Kiev es anunciada el 6 de febrero de 2020. El 10 de febrero de 2020 se añade una fecha en Scarborough. El 27 de febrero de 2020, Tomlinson anuncia que Only the Poets serán los teloneros en sus conciertos de Europa y el Reino Unido. El 6 de marzo de 2020, Tomlinson anuncia que el concierto del 11 de marzo en Milán será cancelado por el ataque de coronavirus producido en el país. El 11 de marzo de 2020 se anuncian tres conciertos en México pactados para el mes de noviembre. El 12 de marzo de 2020 se reprograman las cuatro fechas restantes en Europa, correspondientes a París, Berlín, Estocolmo y Ámsterdam, al mes de agosto por la Pandemia de Coronavirus. El 16 de marzo, Tomlinson anuncia que las fechas en el Reino Unido serían reprogramadas y al día siguiente se anuncia que se realizarían en el mes de septiembre. El 6 de abril de 2020, Tomlinson cancela todas las fechas de la gira en los meses de abril y mayo por la Pandemia de COVID-19. El 16 de julio de 2020 anuncia la reprogramación total de la gira, cancelando cuatro conciertos y cambiando en ciertas ciudades de recinto, dando un total de 53 fechas repartidas en Europa, Norteamérica, Latinoamérica, Asia y Oceanía.

## Setlist
El siguiente Setlist es el utilizado el 9 de marzo de 2020 en Barcelona, España no es necesariamente el de toda la gira.
1. «Just Hold On» (Single)
2. «We Made It» (Walls)
3. «Don't Let It Break Your Heart» (Walls)
4. «Drag Me Down» (One Direction Cover) (Made in the A.M.)
5. «Two of Us» (Walls)
6. «Habit» (Walls)
7. «Too Young» (Walls)
8. «Perfect Now» (Walls)
9. «Through The Dark» (One Direction Cover) (Midnight Memories)
10. «7» (CATB Cover) (The Ride)
11. «Fearless» (Walls)
12. «Defenceless» (Walls)
13. «Beautiful War» (Kings of Leon Cover).            (Mechanical Bull)
14. «Always You» (Walls)
15. «Little Black Dress» (One Direction Cover) (Midnight Memories)
16. «Walls» (Walls)

Encore
1. «Only the Brave» (Walls)
2. «Kill My Mind» (Walls)

Ver discografía de Louis Tomlinson
El siguiente Setlist es el utilizado 1 de febrero de 2022 en Dallas, Estados Unidos. Este fue modificado el 24 de febrero, y la última vez que se utilizó fue el 23 de febrero en Chicago.
1. «We Made It» (Walls)
2. «Drag Me Down» (One Direction Cover) Made in the A.M.)
3. «Don't Let It Break Your Heart» (Walls)
4. «Two of Us» (Walls)
5. «Always You» (Walls)
6. «Too Young» (Walls)
7. «7» (CATB Cover) (The Ride)
8. «Fearless» (Walls)
9. «Habit» (Walls)
10. «Copy of a Copy of a Copy»
11. «Just Hold On»(Single)
12. «Defenceless»(Walls)
13. «Beautiful War» (Kings of Leon Cover).            (Mechanical Bull)
14. «Little Black Dress» (One Direction Cover)(Midnight Memories)
15. «Walls» (Walls)

Encore
1. «Only the Brave» (Walls)
2. «Through The Dark» (One Direction Cover) (Midnight Memories)
3. «Kill My Mind» (Walls)

El siguiente Setlist es el utilizado 24 de febrero de 2022 en Minneapolis, Estados Unidos. El setlist puede variar en cada concierto.
1. «We Made It» (Walls)
2. «Drag Me Down» (One Direction Cover) Made in the A.M.)
3. «Don't Let It Break Your Heart» (Walls)
4. «Two of Us» (Walls)
5. «Always You» (Walls)
6. «Just Hold On» (Single)
7. «Too Young» (Walls)
8. «7» (CATB Cover) (The Ride)
9. «Fearless» (Walls)
10. «Habit» (Walls)
11. «Copy of a Copy of a Copy»
12. «Defenceless»(Walls)
13. «Beautiful War» (Kings of Leon Cover).            (Mechanical Bull)
14. «Little Black Dress» (One Direction Cover)(Midnight Memories)
15. «Walls» (Walls)

Encore
1. «Only the Brave» (Walls)
2. «Through The Dark» (One Direction Cover) (Midnight Memories)
3. «Kill My Mind» (Walls)

El siguiente Setlist es el utilizado 23 de marzo de 2022 en Reikiavik, Islandia. Este fue modificado el 6 de abril, y la última vez que se utilizó fue el 5 de abril en París.
1. «We Made It» (Walls)
2. «Drag Me Down» (One Direction Cover) Made in the A.M.)
3. «Don't Let It Break Your Heart» (Walls)
4. «Two of Us» (Walls)
5. «Always You» (Walls)
6. «Too Young» (Walls)
7. «Just Hold On» (Single)
8. «7» (CATB Cover) (The Ride)
9. «Fearless» (Walls)
10. «Habit» (Walls)
11. «Copy of a Copy of a Copy»
12. «Defenceless»(Walls)
13. «Beautiful War» (Kings of Leon Cover).            (Mechanical Bull)
14. «Little Black Dress» (One Direction Cover)(Midnight Memories)
15. «Walls» (Walls)

Encore
1. «Only the Brave» (Walls)
2. «Through The Dark» (One Direction Cover) (Midnight Memories)
3. «Kill My Mind» (Walls)

El siguiente Setlist es el utilizado 6 de abril de 2022 en París,  Francia.
1. «We Made It» (Walls)
2. «Drag Me Down» (One Direction Cover) Made in the A.M.)
3. «Don't Let It Break Your Heart» (Walls)
4. «Two of Us» (Walls)
5. «Always You» (Walls)
6. «Too Young» (Walls)
7. «7» (CATB Cover) (The Ride)
8. «Fearless» (Walls)
9. «Habit» (Walls)
10. «Copy of a Copy of a Copy»
11. «Defenceless»(Walls)
12. «Beautiful War» (Kings of Leon Cover).            (Mechanical Bull)
13. «Little Black Dress» (One Direction Cover)(Midnight Memories)
14. «Walls» (Walls)

Encore
1. «Only the Brave» (Walls)
2. «Through The Dark» (One Direction Cover) (Midnight Memories)
3. «Kill My Mind» (Walls)

El siguiente Setlist es el utilizado 13 de abril de 2022 en Łódź, Polonia. El setlist puede variar en cada concierto.
1. «We Made It» (Walls)
2. «Drag Me Down» (One Direction Cover) Made in the A.M.)
3. «Don't Let It Break Your Heart» (Walls)
4. «Two of Us» (Walls)
5. «Always You» (Walls)
6. «Too Young» (Walls)
7. «Change»
8. «7» (CATB Cover) (The Ride)
9. «Fearless» (Walls)
10. «Habit» (Walls)
11. «Copy of a Copy of a Copy»
12. «Defenceless»(Walls)
13. «Beautiful War» (Kings of Leon Cover).            (Mechanical Bull)
14. «Little Black Dress» (One Direction Cover)(Midnight Memories)
15. «Walls» (Walls)

Encore
1. «Only the Brave» (Walls)
2. «Through The Dark» (One Direction Cover) (Midnight Memories)
3. «Kill My Mind» (Walls)

El siguiente Setlist es el utilizado 15 de mayo de 2022 en Santiago,  Chile. El setlist puede variar en cada concierto.
1. «We Made It» (Walls)
2. «Drag Me Down» (One Direction Cover) Made in the A.M.)
3. «Don't Let It Break Your Heart» (Walls)
4. «Two of Us» (Walls)
5. «Always You» (Walls)
6. «Too Young» (Walls)
7. «Change»
8. «7» (CATB Cover) (The Ride)
9. «Fearless» (Walls)
10. «Only the Brave» (Walls)
11. «Habit» (Walls)
12. «Copy of a Copy of a Copy»
13. «Defenceless»(Walls)
14. «Beautiful War» (Kings of Leon Cover).            (Mechanical Bull)
15. «Little Black Dress» (One Direction Cover)(Midnight Memories)
16. «Walls» (Walls)

Encore
1. «Through The Dark» (One Direction Cover) (Midnight Memories)
2. «Kill My Mind» (Walls)

El siguiente Setlist es el utilizado 3 de septiembre de 2022 en Milán, Italia. No representa el de toda la gira.
1. «We Made It» (Walls)
2. «Drag Me Down» (One Direction Cover) Made in the A.M.)
3. «Don't Let It Break Your Heart» (Walls)
4. «Two of Us» (Walls)
5. «Always You» (Walls)
6. «Bigger Than Me» (Faith In The Future)
7. «Night Changes» (One Direction Cover) (Four)
8. «7» (CATB Cover) (The Ride)
9. «Fearless» (Walls)
10. «Only the Brave» (Walls)
11. «Habit» (Walls)
12. «Copy of a Copy of a Copy»
13. «Defenceless»(Walls)
14. «Beautiful War» (Kings of Leon Cover).            (Mechanical Bull)
15. «Little Black Dress» (One Direction Cover)(Midnight Memories)
16. «Walls» (Walls)

Encore
1. «Through The Dark» (One Direction Cover) (Midnight Memories)
2. «Kill My Mind» (Walls)

## Fechas
| Fecha                                                                     | Ciudad           | País                   | Recinto                                         | Acto de Apertura             | Entradas vendidas / Disponibles | Recaudación |
| ------------------------------------------------------------------------- | ---------------- | ---------------------- | ----------------------------------------------- | ---------------------------- | ------------------------------- | ----------- |
| Europa                                                                    |                  |                        |                                                 |                              |                                 |             |
| 9 de marzo de 2020                                                        | Barcelona        | España                 | Razzmatazz                                      | Only The Poets               | 2,500 / 2,500                   | —           |
| 10 de marzo de 2020                                                       | Madrid           | España                 | La Riviera                                      | Only The Poets               | 1,700 / 1,800                   | —           |
| Las fechas anteriores fueron antes de la pausa de la pandemia Coronavirus |                  |                        |                                                 |                              |                                 |             |
| Norteamérica                                                              |                  |                        |                                                 |                              |                                 |             |
| 1 de febrero de 2022                                                      | Dallas           | Estados Unidos         | South Side Ballroom                             | Sun Room                     | 4,000 / 4,000                   | —           |
| 2 de febrero de 2022                                                      | Austin           | Estados Unidos         | Austin City Limits Live at The Moody Theater    | Sun Room                     | 2,750 / 2,750                   | —           |
| 3 de febrero de 2022                                                      | Houston          | Estados Unidos         | The Ballroom at Bayou Place                     | Sun Room                     | 3,464 / 3,464                   | —           |
| 5 de febrero de 2022                                                      | St. Louis        | Estados Unidos         | The Pageant                                     | Sun Room                     | 2,000 / 2,000                   | —           |
| 7 de febrero de 2022                                                      | Atlanta          | Estados Unidos         | Coca-Cola Roxy                                  | Sun Room                     | 3,600 / 3,600                   | —           |
| 8 de febrero de 2022                                                      | Nashville        | Estados Unidos         | Ryman Auditorium                                | Sun Room                     | 2,362 / 2,362                   | —           |
| 10 de febrero de 2022                                                     | Washington D. C. | Estados Unidos         | The Anthem                                      | Sun Room                     | 6,000 / 6,000                   |             |
| 11 de febrero de 2022                                                     | Nueva York       | Estados Unidos         | Manhattan Center Hammerstein Ballroom           | Sun Room                     | 7,000 / 7,000                   | —           |
| 12 de febrero de 2022                                                     | Nueva York       | Estados Unidos         | Manhattan Center Hammerstein Ballroom           | Sun Room                     | 7,000 / 7,000                   | —           |
| 14 de febrero de 2022                                                     | Pittsburgh       | Estados Unidos         | Stage AE                                        | Sun Room                     | 5,000 / 5,000                   | —           |
| 15 de febrero de 2022                                                     | Philadelphia     | Estados Unidos         | The Met Philadelphia                            | Sun Room                     | 3,500 / 3,500                   |             |
| 17 de febrero de 2022                                                     | Boston           | Estados Unidos         | House Of Blues Boston                           | Sun Room                     | 2,200 / 2,200                   |             |
| 19 de febrero de 2022                                                     | Cincinnati       | Estados Unidos         | Andrew J. Brady Music Center                    | Sun Room                     | 4,500 / 4,500                   | —           |
| 20 de febrero de 2022                                                     | Detroit          | Estados Unidos         | The Fillmore Detroit                            | Sun Room                     | 2,900 / 2,900                   | —           |
| 21 de febrero de 2022                                                     | Indianápolis     | Estados Unidos         | Old National Centre                             | Sun Room                     | 2,500 / 2,500                   | —           |
| 23 de febrero de 2022                                                     | Chicago          | Estados Unidos         | The Chicago Theatre                             | Sun Room                     | 3,600 / 3,600                   | —           |
| 24 de febrero de 2022                                                     | Minneapolis      | Estados Unidos         | The Fillmore Minneapolis                        | Sun Room                     | 1,500 / 1,500                   | —           |
| 26 de febrero de 2022                                                     | Kansas City      | Estados Unidos         | Uptown Theater                                  | Sun Room                     | 2,400 / 2,400                   | —           |
| 28 de febrero de 2022                                                     | Denver           | Estados Unidos         | Fillmore Auditorium                             | Sun Room                     | 3,900 / 3,900                   | —           |
| 1 de marzo de 2022                                                        | Orem             | Estados Unidos         | UCCU Center                                     | Sun Room                     | 8,500 / 8,500                   | —           |
| 3 de marzo de 2022                                                        | Seattle          | Estados Unidos         | Paramount Theatre                               | Sun Room                     | 2,800 / 2,800                   | —           |
| 4 de marzo de 2022                                                        | Portland         | Estados Unidos         | Roseland Theater                                | Sun Room                     | 1,410 / 1,410                   | —           |
| 6 de marzo de 2022                                                        | Vancouver        | Canadá                 | Orpheum Theatre                                 | Sun Room                     | 2,780 / 2,780                   | —           |
| 7 de marzo de 2022                                                        | Portland         | Estados Unidos         | Roseland Theater                                | Sun Room                     | 1,410 / 1,410                   | —           |
| 10 de marzo de 2022                                                       | Oakland          | Estados Unidos         | Fox Theater                                     | Sun Room                     | 2,800 / 2,800                   | —           |
| 12 de marzo de 2022                                                       | Inglewood        | Estados Unidos         | YouTube Theater                                 | Sun Room                     | 6,000 / 6,000                   |             |
| 13 de marzo de 2022                                                       | Inglewood        | Estados Unidos         | YouTube Theater                                 | Sun Room                     | 6,000 / 6,000                   |             |
| Europa                                                                    |                  |                        |                                                 |                              |                                 |             |
| 23 de marzo de 2022                                                       | Reikiavik        | Islandia               | Origo Höllin                                    | Only The Poets               | 2,300 / 2,465                   | —           |
| 25 de marzo de 2022                                                       | Estocolmo        | Suecia                 | Fryshuset                                       | Only The Poets               | 3,000 / 3,000                   | —           |
| 27 de marzo de 2022                                                       | Oslo             | Noruega                | Oslo Spektrum Arena                             | Only The Poets               | 9,700 / 9,700                   | —           |
| 28 de marzo de 2022                                                       | Copenhague       | Dinamarca              | Forum Black Box                                 | Only The Poets               | 10,000 / 10,000                 | —           |
| 30 de marzo de 2022                                                       | Berlín           | Alemania               | Mercedez-Benz Arena                             | Only The Poets               | 5,000 / 17,000                  |             |
| 31 de marzo de 2022                                                       | Praga            | República Checa        | Forum Karlín                                    | Only The Poets               | 3,000 / 3,000                   |             |
| 2 de abril de 2022                                                        | Ámsterdam        | Países Bajos           | AFAS Live                                       | Only The Poets               | 6,000 / 6,000                   |             |
| 3 de abril de 2022                                                        | Colonia          | Alemania               | Palladium                                       | Only The Poets               | 4,000 / 4,000                   |             |
| 5 de abril de 2022                                                        | París            | Francia                | L'Olympia                                       | Only The Poets               | 3,992 / 3,992                   |             |
| 6 de abril de 2022                                                        | París            | Francia                | L'Olympia                                       | Only The Poets               | 3,992 / 3,992                   |             |
| 8 de abril de 2022                                                        | Milán            | Italia                 | Lorenzini District                              | Only The Poets               | 12,700 / 12,700                 |             |
| 9 de abril de 2022                                                        | Zúrich           | Suiza                  | Halle 662                                       | Only The Poets               | 3,500 / 3,500                   |             |
| 11 de abril de 2022                                                       | Viena            | Austria                | 48°11′06″N 16°25′13″E / 48.1850303, 16.4201441  | Only The Poets               | 3,000 / 3,000                   |             |
| 13 de abril de 2022                                                       | Łódź             | Polonia                | Atlas Arena                                     | Only The Poets               | 13,806 / 13,806                 |             |
| 14 de abril de 2022                                                       | Poznan           | Polonia                | MTP5                                            | Only The Poets               | - / 11,497                      |             |
| 16 de abril de 2022                                                       | Amberes          | Bélgica                | Lotto Arena                                     | Only The Poets               | 8,050 / 8,050                   |             |
| 18 de abril de 2022                                                       | Glasgow          | Reino Unido            | O2 Academy                                      | Only The Poets               | 2,500 / 2,500                   |             |
| 19 de abril de 2022                                                       | Mánchester       | Reino Unido            | O2 Apollo                                       | Only The Poets               | 7,000 / 7,000                   |             |
| 20 de abril de 2022                                                       | Mánchester       | Reino Unido            | O2 Apollo                                       | Only The Poets               | 7,000 / 7,000                   |             |
| 22 de abril de 2022                                                       | Londres          | Reino Unido            | SSE Arena Wembley                               | Only The Poets               | 12,500 / 12,500                 |             |
| 23 de abril de 2022                                                       | Doncaster        | Reino Unido            | Doncaster Dome                                  | The Outcharms Only The Poets | 3,658 / 3658                    |             |
| Latinoamerica                                                             |                  |                        |                                                 |                              |                                 |             |
| 15 de mayo de 2022                                                        | Santiago         | Chile                  | Movistar Arena                                  | Sun Room Marineros           | 10,000 / 10,000                 |             |
| 16 de mayo de 2022                                                        | Santiago         | Chile                  | Movistar Arena                                  | Sun Room Marineros           | 10,000 / 10,000                 |             |
| 17 de mayo de 2022                                                        | Santiago         | Chile                  | Movistar Arena                                  | Sun Room Marineros           | 5,000 / 5,000                   |             |
| 19 de mayo de 2022                                                        | Asunción         | Paraguay               | SND Arena                                       | Sun Room Ivan Zavala         | 5,500 / 5,500                   |             |
| 21 de mayo de 2022                                                        | Buenos Aires     | Argentina              | Movistar Arena                                  | Sun Room Paz Carrara         | 15,200 / 15,200                 |             |
| 22 de mayo de 2022                                                        | Buenos Aires     | Argentina              | Movistar Arena                                  | Sun Room Paz Carrara         | 15,200 / 15,200                 |             |
| 24 de mayo de 2022                                                        | Montevideo       | Uruguay                | Antel Arena                                     | Sun Room Nano Montyear       | 12,500 / 12,500                 |             |
| 27 de mayo de 2022                                                        | Río de Janeiro   | Brasil                 | Jeunesse Arena                                  | Sun Room                     | 15,200 / 15,200                 |             |
| 28 de mayo de 2022                                                        | São Paulo        | Brasil                 | Espaço Das Americas                             | Sun Room                     | 8,000 / 8,000                   |             |
| 29 de mayo de 2022                                                        | São Paulo        | Brasil                 | Espaço Das Americas                             | Sun Room                     | 8,000 / 8,000                   |             |
| 1 de junio de 2022                                                        | Lima             | Perú                   | Arena Perú Explanada                            | Sun Room                     | 15,000 / 15,000                 |             |
| 3 de junio de 2022                                                        | Bogotá           | Colombia               | Movistar Arena                                  | Sun Room                     | 14,000 / 14,000                 |             |
| 5 de junio de 2022                                                        | Alajuela         | Costa Rica             | Parque Viva                                     | Sun Room Capmany             | 16,000 / 16,000                 |             |
| 8 de junio de 2022                                                        | San Juan         | Puerto Rico            | Coca-Cola Music Hall                            | Sun Room Mean Grey Cat       | 5,000 / 5,000                   |             |
| 11 de junio de 2022                                                       | Monterrey        | México                 | Auditorio citiBanamex                           | Sun Room The Snuts           | 8,000                           |             |
| 12 de junio de 2022                                                       | Guadalajara      | México                 | Auditorio Telmex                                | Sun Room The Snuts           | 8, 700                          |             |
| 14 de junio de 2022                                                       | Ciudad de México | México                 | Pepsi Center                                    | Sun Room The Snuts           | 8,000 / 8,000                   |             |
| 15 de junio de 2022                                                       | Ciudad de México | México                 | Pepsi Center                                    | Sun Room The Snuts           | 8,000 / 8,000                   |             |
| 17 de junio de 2022                                                       | Ciudad de México | México                 | Pepsi Center                                    | Sun Room The Snuts           | 8,000 / 8,000                   |             |
| Asia                                                                      |                  |                        |                                                 |                              |                                 |             |
| 30 de junio de 2022                                                       | Estambul         | Turquía                | Kucukciftlik Park                               |                              | 17,000                          |             |
| 2 de julio de 2022                                                        | Dubái            | Emiratos Árabes Unidos | Coca-Cola Arena                                 |                              | 17, 000                         |             |
| 14 de julio de 2022                                                       | Yakarta          | Indonesia              | Tennis Indoor Senayan                           |                              | 7,000 / 7,000                   |             |
| 16 de julio de 2022                                                       | Manila           | Filipinas              | Araneta Coliseum                                |                              | 16,500                          |             |
| Oceanía                                                                   |                  |                        |                                                 |                              |                                 |             |
| 19 de julio de 2022                                                       | Brisbane         | Australia              | Fortitude hall                                  | —                            | 4,100 / 4,100                   | —           |
| 20 de julio de 2022                                                       | Brisbane         | Australia              | Fortitude hall                                  | —                            | 4,100 / 4,100                   | —           |
| 22 de julio de 2022                                                       | Sídney           | Australia              | Pabellón Hordern                                | —                            | 5,500 / 5,500                   |             |
| 23 de julio de 2022                                                       | Sídney           | Australia              | Pabellón Hordern                                | —                            | 5,500 / 5,500                   |             |
| 25 de julio de 2022                                                       | Melbourne        | Australia              | Margaret Court Arena                            | —                            | 7,500 / 7,500                   |             |
| 26 de julio de 2022                                                       | Melbourne        | Australia              | Margaret Court Arena                            | —                            | 7,500 / 7,500                   |             |
| 29 de julio de 2022                                                       | Perth            | Australia              | HBF Stadium                                     |                              | 4,500                           |             |
| Europa                                                                    |                  |                        |                                                 |                              |                                 |             |
| 30 de agosto de 2022                                                      | Roma             | Italia                 | Roma Summer Fest, Cavea Auditorium              |                              |                                 |             |
| 1 de septiembre de 2022                                                   | Taormina         | Italia                 | Teatro Antico                                   |                              |                                 |             |
| 3 de septiembre de 2022                                                   | Milán            | Italia                 | Milano Summer Festival, Ippodromo Snai San Siro |                              |                                 |             |